# Privat (Medien)
Privat sind deutschsprachige Medien des luxemburgischen Presse-Verlags Groupe Nicolas und bestehen aus einer Wochen- und Online-Zeitung sowie einem Web-Radio und -TV.

## Privat-Zeitung
Am 3. November 2006 erschien die erste gedruckte Ausgabe der Zeitung Lëtzebuerg Privat, deren Herausgeber Jean Nicolas, Redaktionsdirektor der Sachse Sven Günther, ehemals Redaktionsleiter bei der Bild-Zeitung und Chefredakteur der Kölner Heinz Kerp, sind. Die Ausgabe 7 hatte im Dezember 2006 eine Auflage von 25.000 Stück und beinhaltete 12 Seiten. Seit 2007 ist der Inhalt immer auf minimal 16 Seiten verteilt. Die Auflagenzahl der Wochenzeitung blieb relativ konstant und lag im August 2008, Ausgabe 92, bei 30.000. Insgesamt erreicht die Verlagsgruppe nach eigenen Angaben rund 200'000 Menschen mit der gesamten Gruppe.
Optisch ist die Boulevardzeitung am Stil der deutschen Bild- oder Express-Zeitung, angelehnt und ist ein Produkt der Presse-Verlag Groupe Nicolas, welche neben Lëtzebuerg Privat auch noch zwei weitere Zeitschriften, Promi und D'Wäschfra, herausbringt und das drittgrößte Presseunternehmen des Landes nach staatlich finanzierten Verlagsgruppen Saint-Paul Luxembourg und Editpress darstellt. Wie alle deutschsprachigen Boulevardzeitungen ist auch das Logo von Lëtzebuerg Privat eine weiße Schrift in rotem Rechteck. Der Verlag ist kein Mitglied im nationalen „Conseil de Presse“ und arbeitet auch nicht mit dem „Service d'Information et Presse“ zusammen. Dieses Verhalten stößt immer wieder auf Kritik und die journalistische Qualität wird öfters in Frage gestellt. Lëtzebuerg Privat startete am 30. März 2011 eine PR-Aktion, in der der Verlag gegen ihn gerichtete Aktivitäten des Generalstaatsanwaltes Roby Biever als Vorgehen gegen die Pressefreiheit bezeichnet, die Existenz einer staatlichen Pressezensur in Luxemburg behauptet und zu einer Solidarisierung mit dem Verlag aufgerufen wird.

## Web-Zeitung, Radio und TV
Am 4. Januar 2010 startete die dazugehörige Online-Zeitung LuxPrivat.lu. Im Februar 2011 gab es mit Privat-TV die erste eigene Video-Reportage zur Zeitung. Diese Online-Videos werden in Zusammenarbeit mit dem luxemburgischen Fernseh-Unternehmen Simba Pro produziert.
Am 1. März 2011 ging das Webradio Radio-Privat auf Sendung. Es sendet werktags von acht bis 18 Uhr. Neben Musik werden vor allem Luxemburger Aktualitäten, Interviews, Debatten und Reportagen gesendet. Die tägliche 10-Uhr-Debatte mit dem Herausgeber und den Chefredakteuren ist nachträglich auch als Podcast abrufbar.